# Centrale électrique Kiira
La Centrale électrique Kiira est une centrale hydroélectrique en Ouganda, d'une capacité installée de 200 mégawatts.

## Emplacement
La centrale électrique est située à Kimaka, une banlieue nord de Jinja, dans le district de Jinja, dans la région orientale de l'Ouganda, à environ 5.5 kilomètres nord-ouest du quartier central des affaires de la ville de Jinja.
La centrale électrique Kiira  fonctionne à côté du Barrage des chutes d'Owen au point où le Nil se déverse du lac Victoria, à 6 400 kilomètres de la mer Méditerranée. Les coordonnées de la 
centrale hydroélectrique de Kiira sont: 0 ° 27'01.0 "N, 33 ° 11'08.0" E (latitude: 0.450272; longitude: 33.185558).

## L'histoire
En 1993, les travaux du projet d'extension de la centrale électrique de Nalubaale commencent. Le nouveau projet est une deuxième centrale électrique située à environ un kilomètre au nord-est de la centrale électrique de Nalubaale, construite en 1954. Un nouveau canal est creusé pour amener l'eau du lac Victoria à la nouvelle centrale électrique. La première alimentation de deux unités sur les cinq installées entre en service en 2000.
− 	
En 2003, trois des cinq générateurs hydroélectriques sont installés. L'installation de la cinquième et dernière turbine s'est achevée en janvier 2007. Chaque unité de l'extension a une capacité de 40 mégawatts. Lors des cérémonies officielles d'ouverture en 2003, l'extension a été baptisée «Kiira Power Station». La conception et la gestion du projet d'extension ont été confiées à Acres International (qui fait maintenant partie de Hatch Ltd), Canada.

## Opérations
En 2002, le gouvernement ougandais, par l'intermédiaire de la Uganda Electricity Generation Company, une société publique à 100%, a accordé une concession d'exploitation, de gestion et de maintenance de 20 ans à Eskom Uganda Limited, une filiale d'Eskom, la société sud-africaine d'énergie, pour couvrir la centrale électrique de Kiira et la centrale électrique voisine de Nalubaale. Eskom vend l'électricité qu'elle produit à l' Uganda Electricity Transmission Company Limited (UETCL), l'acheteur unique autorisé. L'UETCL revend la puissance à Umeme, le distributeur d'énergie.

## Voir également
- Njeru
- Liste des centrales hydroélectriques en Afrique
- Liste des centrales électriques en Ouganda